# دانیل فدرشپیل
دانیل فدرشپیل (آلمانی: Daniel Federspiel؛ زادهٔ ۲۱ آوریل ۱۹۸۷) دوچرخه‌سوار اهل اتریش است.
وی در مسابقات کشوری و بین‌المللی در مجموع برندهٔ ۴ مدال طلا، ۳ مدال نقره، ۱ مدال برنز شده‌است.